# Josef Walter
Josef Walter   (1 de desembre de 1901 - Zúric, segle XX) va ser un gimnasta artístic suís que va competir durant la dècada de 1930.
El 1936 va prendre part en els Jocs Olímpics de Berlín, on disputà vuit proves del programa de gimnàstica. Guanyà la medalla de plata en les proves del concurs complet per equips i l'exercici de terra. En el salt sobre cavall fou vuitè, mentre en les altres proves finalitzà en posicions més endarrerides.